# フーラ
フーラ（アラビア語: الفولة / al-Fūlah）は、スーダンの西コルドファン州にある町。西コルドファン州の州都でもある。スーダンの首都ハルツームから南西に600km、ヌバ山地西麓に位置する。スーダン鉄道の駅がある。2001-2007年ごろから中国がサブ・サハラにおけるインフラストラクチャー整備に積極的に投資し、フーラにはガス火力発電所やパイプラインが造られた。第二次スーダン内戦の結果、多くの人がフーラから避難を余儀なくされた。西コルドファン大学の所在地でもある。